# 西敏寺
威斯敏斯特聖彼得協同教堂（英語：The Collegiate Church of St Peter at Westminster），通称威斯敏斯特修道院（英語：Westminster Abbey，也常译为西敏寺），是一座位于伦敦市中心西敏市的大型哥特式建筑风格的教堂，一直是英国君主（从英格兰、不列颠到英聯邦时期）安葬或加冕登基的地点。曾在1546–1556年短暂成为主教座堂，现为王家胜迹。1987年被列为世界文化遗产。

## 中文译名
教堂原名，其中「Westminster」直译为“西教堂”，“west”指“西”，“minster”則是指主教座堂或大型教堂，特别指最初附属于修道院者；“abbey”中文作修道院，是天主教专有名词，指该地原為天主教本笃会的修道院，因此中文传统音意合译为“西敏寺”。后来此地以修道院名为地名，发展成今日的西敏市，也是伦敦中心的两个市级行政區之一（另一个是伦敦市）。1579年以後，教堂改名「威斯敏斯特聖彼得協同教堂」（The Collegiate Church of St Peter at Westminster），名称中的已不是修道院名而是地名了。
統稱译法现在主要通行于台港澳和海外华人地區。而在中国大陆，是按照地名一般採音译的方式，改译为“威斯敏斯特圣彼得协同教堂”。
由于西敏寺本身规模宏大，在华人界亦常被译作“西敏寺大教堂”或“威斯敏斯特大教堂”。但根据英国国教会的正式划分，1560年之后的西敏寺已不具备真正意义上的“大教堂”（座堂）地位。（伦敦教区的主教座堂位于圣保罗座堂，英国国教会首席主教座堂则是坎特伯雷座堂。）

## 历史

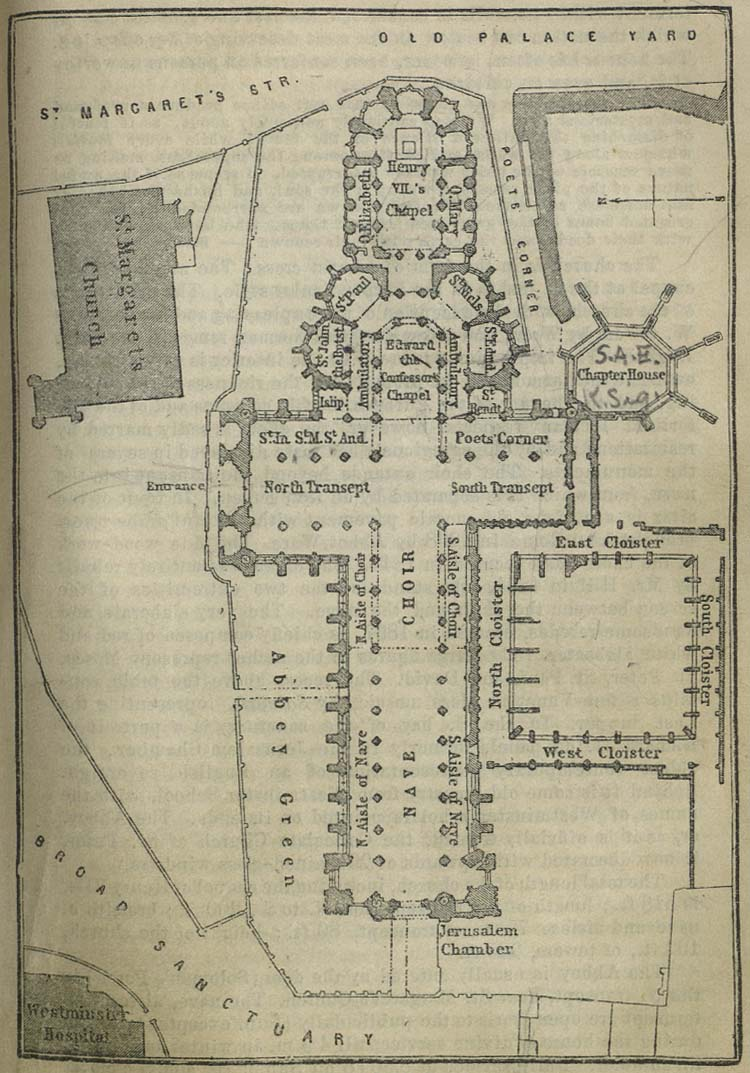
1894年的平面设计图

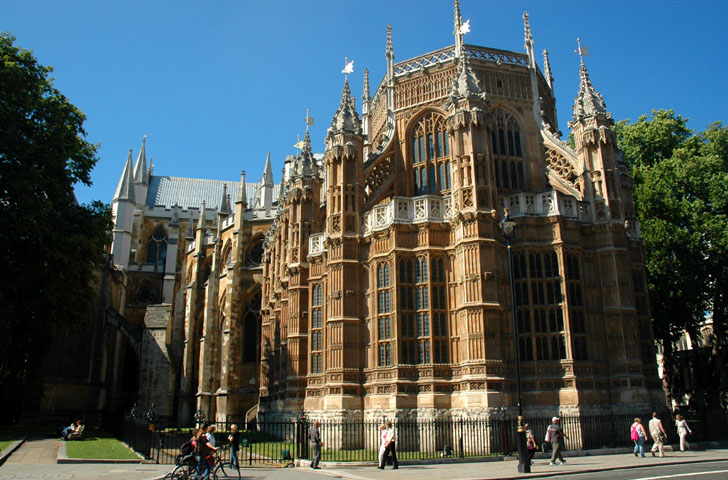
威斯敏斯特圣彼得协同教堂，背面角度

传说西敏寺在東撒克遜王國國王賽伯赫特（Sæberht of Essex）时期就已建成在泰晤士河中的一个小岛上。1045年至1065年间依忏悔者爱德华的命令重建，萨克逊王曾发誓要去朝圣，却没有信守诺言，教宗叫爱德华重建西敏寺赎罪。西敏寺最早是为本笃会教士而建的，于1065年12月28日完成。
1245－1517年间西敏寺再次重建，第一阶段的重建由亨利三世组织，但大部分的工作是在理查三世时期由建筑师亨利·耶维尔（Henry Yevele）完成。1503年亨利七世增建一座礼拜堂。
亨利八世与罗马教廷断绝关系后，1534年西敏寺修院也被国王控制，并在1540年关闭。这段时期内原本给西敏寺的拨款都全部被转移给聖保羅座堂。在女王玛丽一世统治时期西敏寺曾短暂重开，但在1559年，伊丽莎白一世再次关闭。
1579年，伊丽莎白一世重开西敏寺，但规定由王室直接管理，並把建制從修道院改爲法政牧師團，从此改由主任牧師（dean）管理西敏寺，且由国王任命。直到19世纪，西敏寺是除牛津和剑桥以外英國最重要的學術重鎮。钦定版圣经旧约的前三分之一和新约后二分之一就是在此翻译成英文。

## 加冕

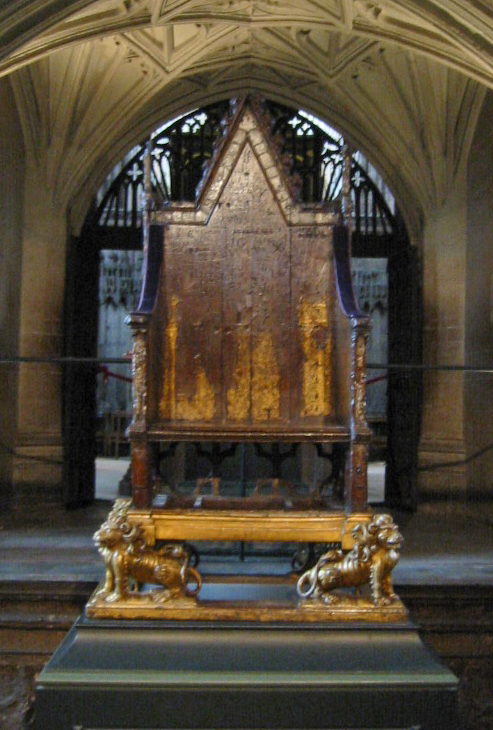
聖愛德華寶座

1066年，哈罗德二世在此加冕，他是第一个在此加冕的国王。同一年的圣诞节，征服者威廉也在此加冕，从此之后一般的英国君主（除爱德华五世和爱德华八世均未及加冕外）都在西敏寺加冕。
1300年－1301年，加冕座内置加冕石，加冕座稱為「聖愛德華寶座」。1308年之后的历次加冕皆用此座。

## 葬地

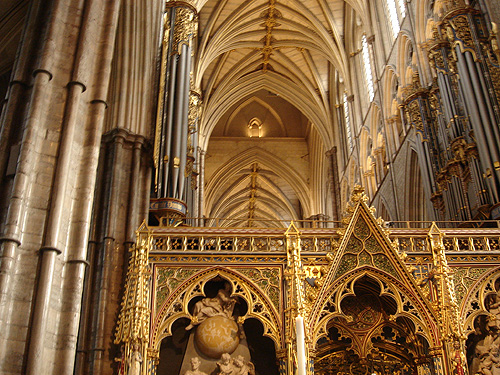
西敏寺内部，下方是艾萨克·牛顿墓

亨利三世为纪念爱德华而重建西敏寺，并将其遗体埋葬在西敏寺，亨利三世本人亦葬於此。此后大多数的英国君主都葬在这里，直至亨利八世和查理一世在內之后的大多数君主因西敏寺墓地飽和才開始安葬在温莎圣乔治礼拜堂。
除君主外，贵族可以葬在礼拜堂，僧侣和与教堂有关者则葬於回廊。 1400年，乔叟葬于教堂南向甬道，而後诗人可葬在乔叟周围（即今天所称的“诗人角”）。逐渐，在西敏寺安葬或竖立纪念碑成為一种荣誉，今天西敏寺中安葬的包括英国贵族、诗人、将军、政治家、科学家等等，其中有：
- 克莱门特·艾德礼
- 乔叟
- 格奥尔格·弗里德里希·亨德尔
- 查尔斯·萊爾
- 查尔斯·达尔文
- 查尔斯·狄更斯
- 塞繆爾·約翰遜
- 約瑟夫·魯德亞德·吉卜林
- 約翰·赫歇爾
- 艾萨克·牛顿
- 威廉·威伯福斯
- 斯蒂芬·霍金
- 欧内斯特·卢瑟福

奥利弗·克伦威尔死后曾被安葬在西敏寺，但后来的查理二世下令将他的遗体掘開。西敏寺中还有威廉·莎士比亚的塑像，但莎士比亚是葬在家乡。

### 紀念物

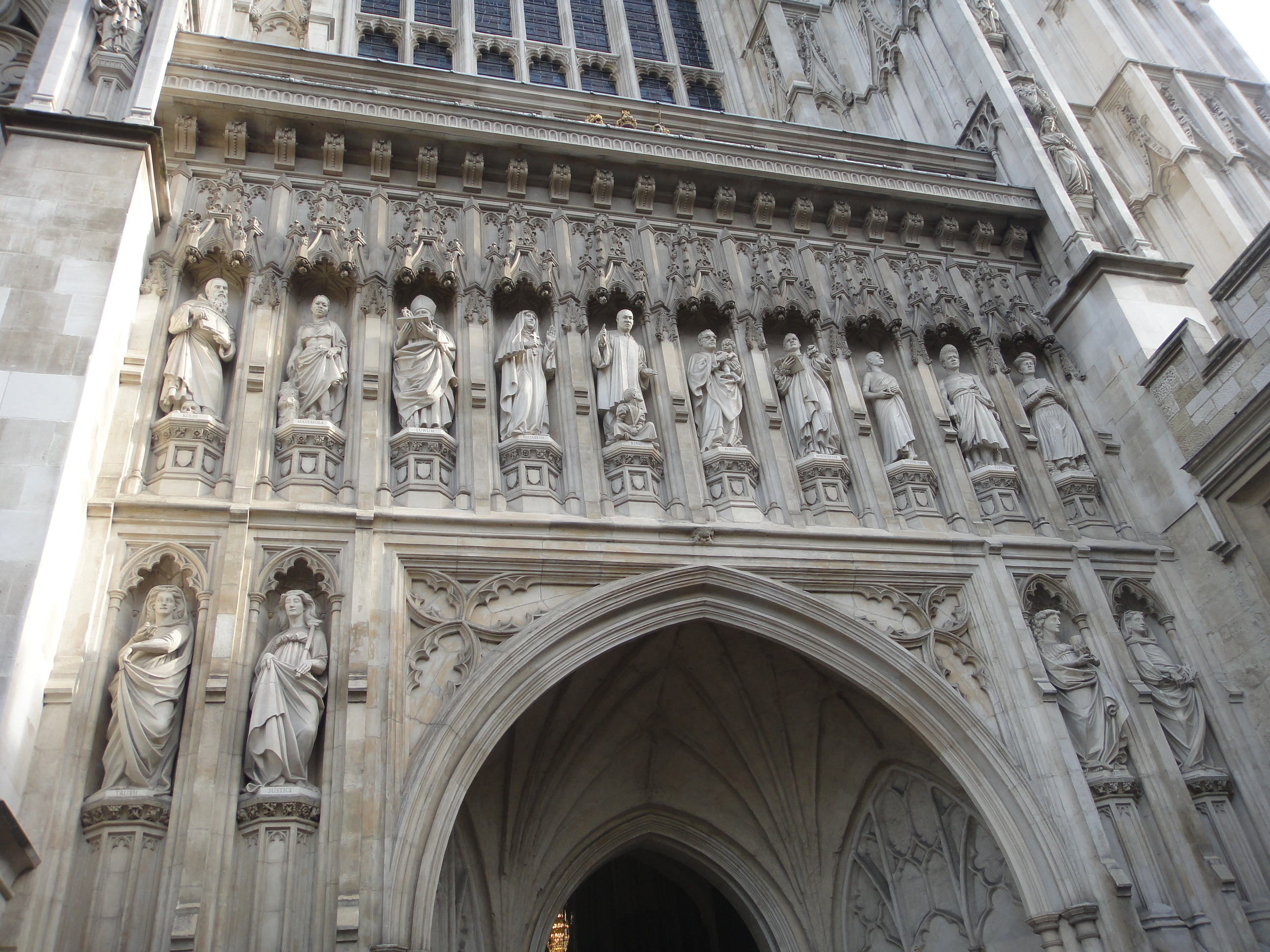
西大门上方的十尊基督教殉道者塑像

西敏寺西大門上方，從1998年起安置了十尊基督教殉道者塑像。他們來自世界各地，不是古代的聖徒，而是在廿世紀期間殉道的當代信徒。在右图由左到右分別是：
- 聖國柏：波蘭籍天主教方濟會神父，1941年被囚禁於奧斯威辛集中營時，因為代替另一名囚犯受死而遭害。
- 梅思默拉：南非原住民少女，1928年因為信基督教被自己父母殺死。殉道四十多年後，當年加害她的母親也受洗成為基督徒。
- 魯溫：烏干達聖公宗教省大主教，於1977年遭獨裁者伊迪·阿敏殺害。
- 伊丽莎白·费奥多罗芙娜·罗曼诺娃：俄國皇族成員之一，平日獻身於扶弱濟貧的慈惠事工，1918年與皇族成員同遭俄國共產黨謀害。
- 馬丁·路德·金：美國黑人民權領袖及牧師，1964年獲得諾貝爾和平獎，1968年4月4日遇刺身亡。
- 聖奥斯卡·罗梅罗：天主教聖薩爾瓦多總主教，支持革命運動，1980年在主持彌撒時遇刺身亡。
- 潘霍華：挺身抵抗納粹政權的德國信義宗神學家及牧師，刺殺希特勒失敗，以叛國罪在福洛森堡集中營（Flossenbürg concentration camp）1945年4月9日接受絞刑身亡。
- 以斯帖·約翰（Esther John，1929 - 1960）：巴基斯坦籍女信徒，逃離父母安排的婚姻，跟著白人宣教士傳福音，1960年在寢室中遭人謀害。
- 塔皮迪（Lucian Tapiede，1921 - 1942）：巴布亞新幾內亞原住民，第二次世界大戰日軍佔領期間，陪同白人宣教士躲避日軍，1942年被另一名土著殺害，兇手後來也成為基督徒。
- 王志明：中國雲南苗族牧師，文化大革命期間遭受迫害，1973年在批鬥大會中被槍決而殉道。

## 学校

1894年的平面图

西敏寺中还有一所学校叫做威斯敏斯特学校，创建于1179年。

## 财政
今日，西敏寺完全自筹资金，并无王室、英国圣公会或国家的财政拨款，而仰赖门票收入与捐赠。

## 交通
邻近的伦敦地铁站：
- 聖詹姆斯公園站（St James's Park）
- 站（Westminster）

## 外部連結
- 官方网站
- Walter Thornbury, Old and New London, Volume 3, 1878, pp. 394–462, British History Online （页面存档备份，存于）

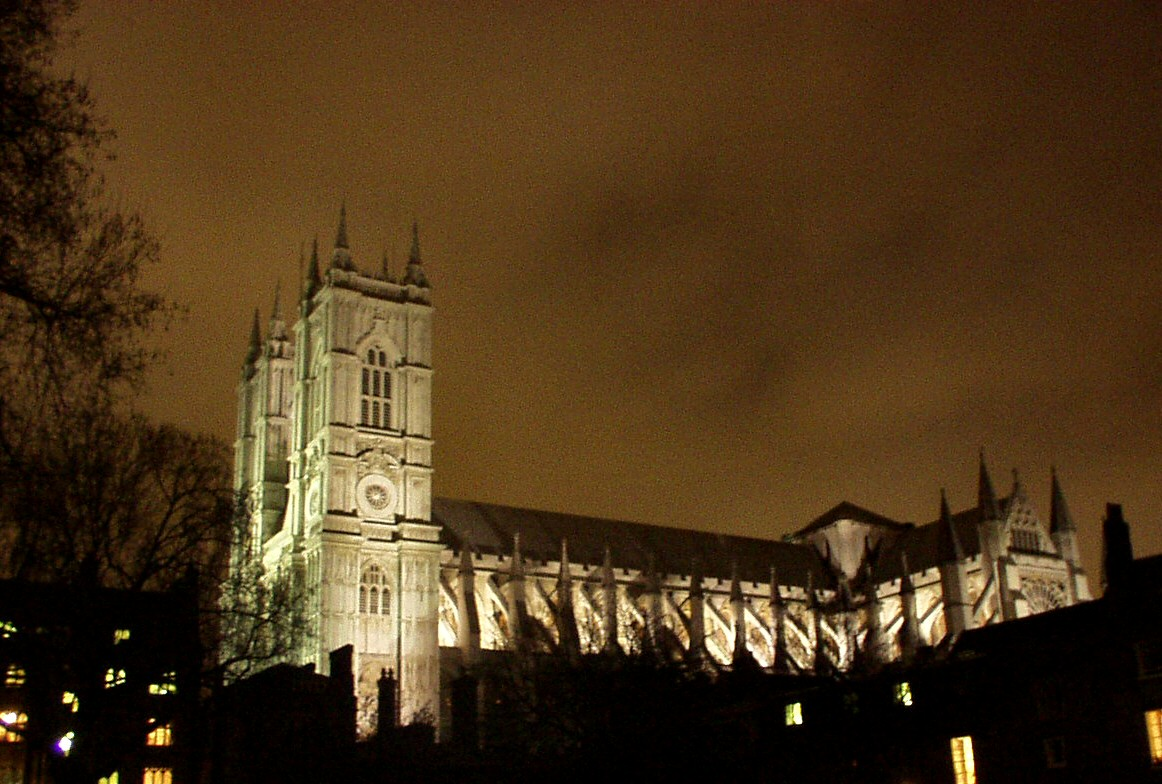
夜间的西敏寺

- Westminster Abbey Article at Encyclopædia Britannica （页面存档备份，存于）
- Historic images of Westminster Abbey 的存檔，存档日期7 January 2014.
- Westminster Abbey: A Peek Inside 的存檔，存档日期28 December 2010. – slideshow by Life magazine
- Keith Short – Sculptor （页面存档备份，存于） Images of stone carving for Westminster Abbey
- Carved Crests for the Knights of the Bath （页面存档备份，存于）
- A history of the choristers and choir school of Westminster Abbey （页面存档备份，存于）
- Catholic Encyclopedia: Westminster Abbey 的存檔，存档日期25 May 2009.
- Adrian Fletcher’s Paradoxplace Westminster Abbey Pages—Photos 的存檔，存档日期12 August 2013.
- A panorama of Westminster Abbey in daytime – 3D QuickTime （页面存档备份，存于） version
- Westminster Abbey on Twitter （页面存档备份，存于）
- Audio Guide of Westminster Abbey 的存檔，存档日期20 January 2012.